# Gunnera albocarpa
Gunnera albocarpa là một loài thực vật có hoa trong họ Dương nhị tiên. Loài này được (Kirk) Cockayne mô tả khoa học đầu tiên năm 1909.